# Na siedem
Na siedem (с пол. — «На семь») — второй студийный альбом польской музыкальной группы Zakopower, выпущенный 20 ноября 2007 года звукозаписывающей компанией Kayax (дистрибьютор — EMI Music Poland). В польском чарте наивысшей позицией альбома стало 33 место. По итогам продаж в Польше 3 марта 2010 года диск стал золотым (продано более 600 000 экземпляров).

## Об альбоме
Альбом Na siedem группы Zakopower был издан в двух версиях — в промоверсии, включающей 10 треков (как бесплатное приложение к газете Polska The Times), и в полной версии, состоящей из 14 треков — дополнительно к 10 трекам были добавлены песни «Czas nieuchronny» и «Śpiący rycerze», а также кавер-версии песен «Gyöngyhajú lány» группы Omega и «W dzikie wino zaplątani» Марека Грехуты. Запись проходила в Варшаве, Ченстохове, Лондоне и других городах. Продюсером и автором музыки, как и на первом альбоме группы, вновь стал Матеуш Поспешальский. В записи Na siedem помимо музыкантов Zakopower приняли участие также Матеуш Поспешальский (клавишные, пищалка, баритон-саксофон, синтетический бас), Карим Мартусевич (пила), Мамаду Диуф (вокал), Найджел Кеннеди (электроскрипка), Марцин Поспешальский (бас-гитара), Богуслава Кудасик и Станислава Требуня-Сташель (бэк-вокал). Часть текстов была написана лидером группы Raz, Dwa, Trzy Адамом Новаком, певицей Kayah, а также Рафалом Брындалем.
С альбома Na siedem в 2007 году был выпущен сингл «Galop» (видеоклип на песню «Galop» был снят режиссёром Яцеком Косцюшко). Ещё один сингл, «Bóg wie gdzie», был выпущен в 2008 году (позднее песня с этого сингла была включена в студийный альбом Boso 2011 года). Песня «Bóg wie gdzie» завоевала на XLV Национальном фестивале польской песни 2008 года в Ополе в номинации «Премьеры» специальную премию жюри и премию Кароля Мусёла или «Суперпремьеру». В этом же году коллектив Zakopower получил за альбом Na siedem национальную премию «Фридерик» в категории «Лучший альбом — этно/фолк».
По сравнению с первым альбомом, как отмечают некоторые музыкальные критики, в композициях Na siedem немного уменьшилась составляющая народной гуральской музыки и чуть больше стало обращений к жанру world music, что проявилось, в частности, в аранжировке некоторых песен альбома африканскими ритмами. Чаще в музыке Na siedem также стали появляться элементы рока, панка, регги и джаза.

## Список композиций
| №   | Название                   | Текст песни                                    | Музыка               | Длительность |
| --- | -------------------------- | ---------------------------------------------- | -------------------- | ------------ |
| 1.  | «Galop»                    | Себастьян Карпель-Булецка / Бартоломей Кудасик | Матеуш Поспешальский | 4:10         |
| 2.  | «Tupany»                   | Себастьян Карпель-Булецка                      | Матеуш Поспешальский | 3:42         |
| 3.  | «Czas nieuchronny»         | Адам Новак                                     | Матеуш Поспешальский | 4:42         |
| 4.  | «Lu li la»                 | Бартоломей Кудасик                             | Матеуш Поспешальский | 4:21         |
| 5.  | «Zbuntowany anioł»         | Kayah                                          | Матеуш Поспешальский | 4:11         |
| 6.  | «Braku stan»               | Адам Новак                                     | Матеуш Поспешальский | 4:58         |
| 7.  | «Na siedem»                | Бартоломей Кудасик                             | Матеуш Поспешальский | 4:15         |
| 8.  | «Nie bo nie»               | Бартоломей Кудасик                             | Матеуш Поспешальский | 4:21         |
| 9.  | «Cy to ta»                 | Бартоломей Кудасик                             | Лидия Поспешальская  | 4:30         |
| 10. | «Salomanga»                | Себастьян Карпель-Булецка / Бартоломей Кудасик | Матеуш Поспешальский | 4:08         |
| 11. | «Ubiję usiekę»             | Рафал Брындаль / Матеуш Поспешальский          | Матеуш Поспешальский | 4:00         |
| 12. | «Śpiący rycerze»           | Себастьян Карпель-Булецка / Бартоломей Кудасик | Матеуш Поспешальский | 4:55         |
| 13. | «W dziekie wino zaplątani» | Марек Грехута                                  | Ян Канти-Павлюскевич | 3:48         |
| 14. | «Gyöngyhajú lány»          | Анна Адамиш                                    | Габор Прессер        | 3:42         |

В списке альбома Na siedem представлены 14 треков из полной версии. В промоверсию альбома вошли только первые 10 треков.

## Участники записи
В записи принимали участие:
Zakopower
- Себастьян Карпель-Булецка[пол.] — вокал, скрипка, подгальская волынка (коза), словацкая фуяра, слова;
- Бартоломей (Бартек) Кудасик — бэк-вокал, альт, скрипка, слова;
- Войцех Топа — бэк-вокал, скрипка;
- Юзеф Хыц — бэк-вокал, подгальские басы;
- Пётр (Фалько) Рыхлец — микширование, сопродюсирование, программирование, звукотехника;
- Лукаш Москаль — перкуссия, дарабука;
- Томаш Кравчик — электрогитара;
- Михал Тромбский — бас-гитара.

а также
- Матеуш Поспешальский[пол.] — музыка, слова, аранжировка, продюсирование, клавишные инструменты, баритон-саксофон, пищалка, синтетический бас;
- Найджел Кеннеди — электроскрипка;
- Лидия Поспешальская[пол.]— музыка;
- Карим Мартусевич[пол.] — пила;
- Марцин Поспешальский[пол.] — бас-гитара;
- Мамаду Диуф[пол.] — вокал;
- Богуслава Кудасик — бэк-вокал;
- Станислава Требуня-Сташель — бэк-вокал;
- Адам Новак[пол.] — слова;
- Kayah[пол.] — слова;
- Рафал Брындаль[пол.] — слова;
- Лешек Каминьский[пол.] — мастеринг;
- Марек Мельницкий — дизайн;
- Шимон Щесняк — фотографии.